# The Industrial Railway Record
 (novembre 2023).
Si vous disposez d'ouvrages ou d'articles de référence ou si vous connaissez des sites web de qualité traitant du thème abordé ici, merci de compléter l'article en donnant les références utiles à sa vérifiabilité et en les liant à la section « Notes et références ».
The Industrial Railway Record est le titre d'un magazine ferroviaire publié par l'Industrial Railway Society (IRS), club fondé en 1949 pour s'intéresser à la production de l'industrie ferroviaire et notamment des constructeurs de locomotives à vapeur.

## Magazine

### Ligne éditoriale
Le Magazine The Industrial Railway Record s'intéresse principalement à l'industrie ferroviaire, ses entrepreneurs, constructeurs et produits, notamment les locomotives. Les articles concernent principalement l'industrie ferroviaire britannique, mais on trouve également de nombreux articles concernant les principaux constructeurs quel que soit leur pays de production. Ce magazine est une source intéressante pour les chemins de fer en France, les membres de l'Industrial Railway Society sont notamment venus sur le terrain en France. Ils ont par exemple rencontré à La Courneuve les dirigeants de Corpet-Louvet à la fin des années 1960.

### Périodicité
Le magazine Record est publié quatre fois par an depuis 1962.

### Archives
L'ancienneté de la revue, 1962, et la possibilité d'accéder à un nombre important d'archives sur les pages qui lui sont consacrées sur le site de l'IRS, en fait une ressource riche en informations de qualité sur l'histoire du matériel ferroviaire et ses constructeurs. 
- Archives volume 3, n°27, octobre 1969 n° spécial, K. W. Clingan : Corpet-Louvet Locomotive Builders.